# Bazien
Bazien ist eine französische Gemeinde mit 79 Einwohnern (Stand 1. Januar 2022) im Arrondissement Épinal des Départements Vosges. Sie liegt im Kanton Raon-l’Étape und ist Mitglied des Kommunalverbandes Région de Rambervillers.

## Bevölkerungsentwicklung
| Jahr                      | 1962 | 1968 | 1975 | 1982 | 1990 | 1999 | 2004 | 2009 | 2014 |
| ------------------------- | ---- | ---- | ---- | ---- | ---- | ---- | ---- | ---- | ---- |
| Einwohner                 | 79   | 79   | 48   | 48   | 52   | 46   | 80   | 90   | 81   |
| Quelle: Cassini und INSEE |      |      |      |      |      |      |      |      |      |